# مایکل باباتونده
مایکل باباتونده (انگلیسی: Michael Babatunde؛ زادهٔ ۲۴ دسامبر ۱۹۹۲) یک بازیکن فوتبال اهل نیجریه است.
وی همچنین در تیم‌های ملی فوتبال نیجریه نیجر بازی کرده‌است.